# 9月13日
9月13日（くがつじゅうさんにち）は、グレゴリオ暦で年始から256日目（閏年では257日目）にあたり、年末まであと109日ある。

## できごと

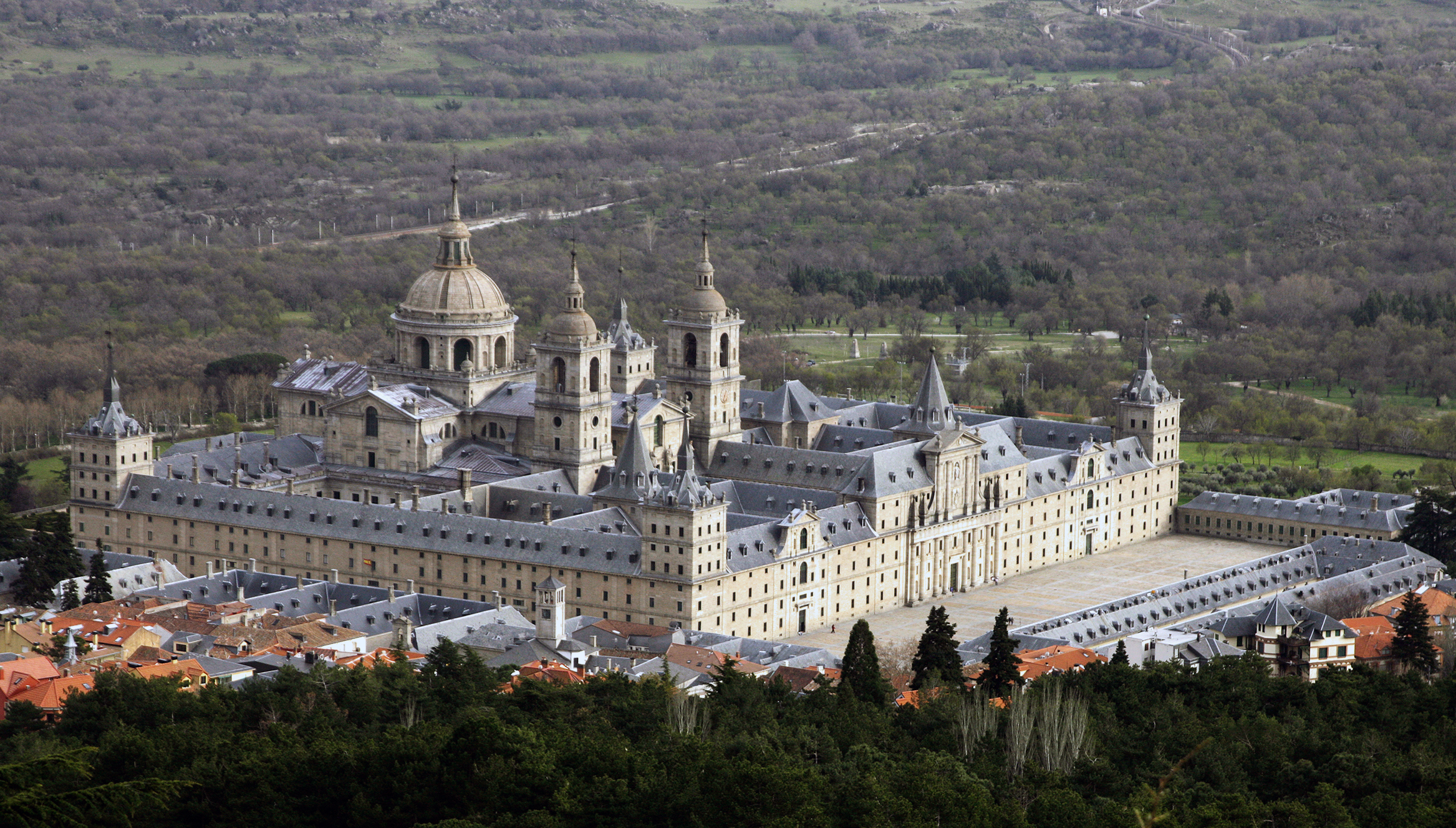
エル・エスコリアル修道院竣工(1564)

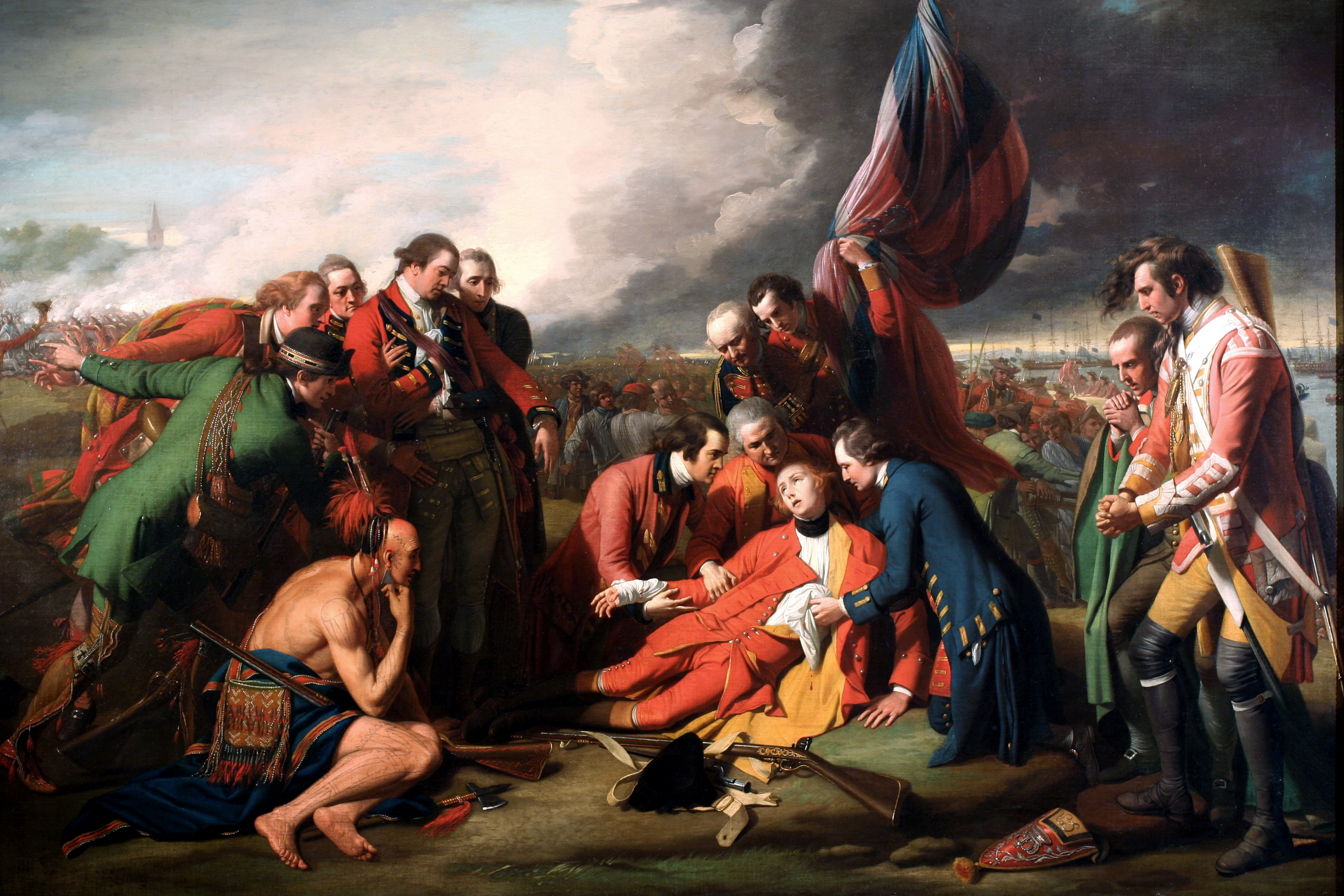
フレンチ・インディアン戦争、フランスのヴィル・ド・ケベック陥落(1759)。イギリスのジェームズ・ウルフ将軍(1727-1759)戦死（画像）

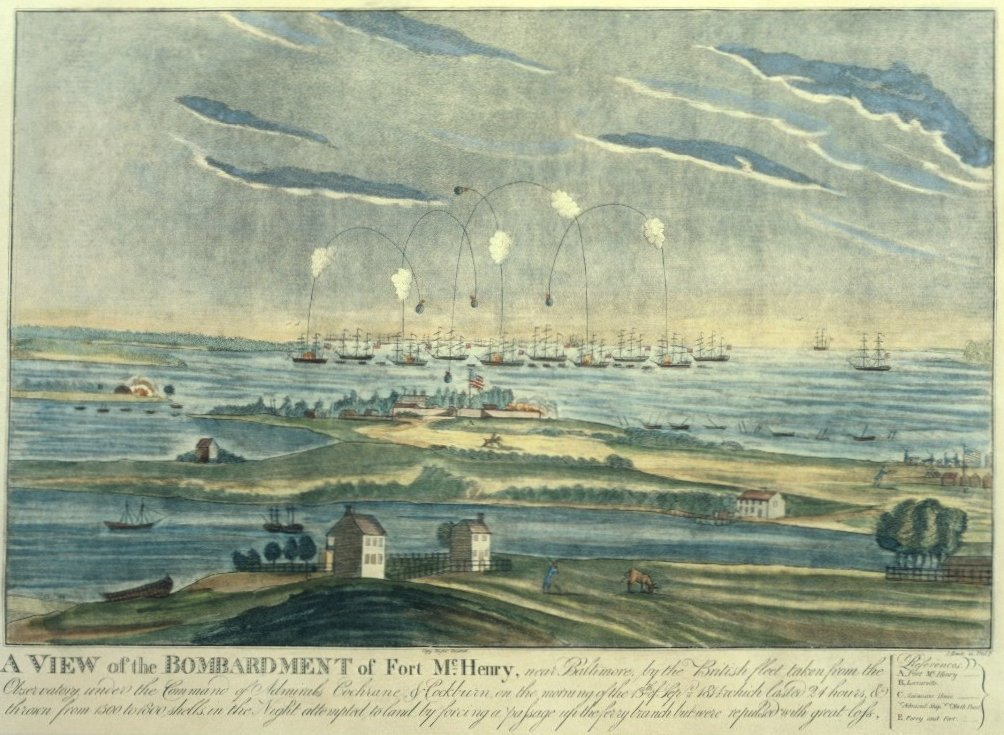
ボルティモアの戦い、米軍がフォートマクヘンリーの防衛に成功(1814)

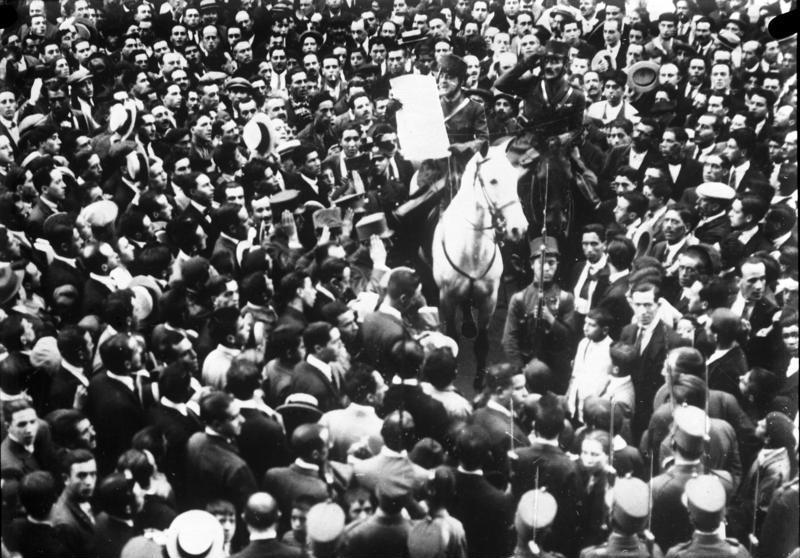
スペインでミゲル・プリモ・デ・リベラがクーデターを起こす(1923)

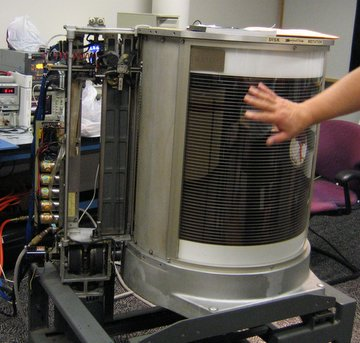
世界初のHDD「IBM 350」、IBM 305 RAMACの一部として発売(1956)

南アフリカのバントゥースタンの1つ、ヴェンダ成立(1979)。1994年に再統合

- 533年 - アド・デキムムの戦い（ヴァンダル戦争において東ローマ帝国とヴァンダル王国との間で戦われた）[要出典]。
- 1092年（寛治6年8月3日） - 越後国一帯に水害被害。原因は、地震による津波か、台風による高潮と考えられる[1]。
- 1165年 - （永万元年8月7日） - 二条天皇の葬儀で延暦寺と興福寺の僧たちが争い、以降闘争が続く。
- 1366年（貞治2年/正平21年8月8日）- 貞治の変勃発。
- 1503年 - ミケランジェロが『ダビデ像』の制作を開始。
- 1507年（永正4年8月7日） - 越後守護代・長尾為景が守護・上杉房能を急襲。房能は国外に逃れ、為景が越後の実権を握る。
- 1564年 - マドリードのエル・エスコリアル修道院が竣工。
- 1759年 - フレンチ・インディアン戦争: フランスのヴィル・ド・ケベックがイギリス軍により陥落。
- 1791年 - フランス革命: フランス王ルイ16世が1791年憲法を承認。
- 1814年 - 米英戦争: 米軍がボルチモアのフォートマクヘンリー砦の防衛に成功。これを題材にフランシス・スコット・キーが後にアメリカ国歌「星条旗」の詩となる「マクヘンリー砦の防衛」を執筆。
- 1843年（天保14年8月20日） - 蘭学者・佐藤泰然が佐倉に病院兼蘭医学塾「順天堂」を創立。
- 1871年（明治4年7月29日） - 天津で日清修好条規に調印。日清間最初の条約。
- 1899年 - アフリカ第2位の高峰ケニア山にイギリス人地理学者ハルフォード・マッキンダーが初登頂。
- 1899年 - ヘンリー・H・ブリスがニューヨークの交差点で自動車と衝突し翌朝に死亡。アメリカ合衆国で初めて自動車事故により死亡した人物となった。
- 1900年 - 米比戦争: プラン・ルパの戦い（英語版）。
- 1912年 - 明治天皇の大葬が行われる。同日乃木希典大将が夫人とともに自宅で殉死。
- 1918年 - 翌日にかけて近畿地方、山陰地方に台風が襲来。死者・行方不明者は兵庫県120人、鳥取県85人、島根県83人、香川県21人[2]。
- 1923年 - スペインでバルセロナ総督ミゲル・プリモ・デ・リベラが軍事クーデター。軍事独裁政権を樹立。
- 1926年 - 明治ミルクチョコレートが発売。
- 1927年 - 有明海台風が熊本県に襲来。
- 1932年 - 広島県音戸町と鍋桟橋（いずれも現呉市）を結ぶ汽船が沈没。死者・行方不明者29人。定員23人の小型船に6倍近くの137人が乗ったことによる事故[3]。
- 1935年 - 新潟県新発田市で大火。8時間にわたり燃え続け全焼戸数780戸、半焼14戸[4]。
- 1940年 - 群馬県伊勢崎市が市制施行。
- 1942年 - 第二次世界大戦・スターリングラード攻防戦: ドイツ軍が総攻撃とスターリングラード市街地への突入を開始。
- 1945年 - 第二次世界大戦・ニューギニアの戦い： ニューギニア島の日本軍第18軍司令官安達二十三陸軍中将がウオム岬飛行場でオーストラリア陸軍第6師団への降伏文書に署名。
- 1945年 - 第二次世界大戦・ビルマの戦い：日本軍緬甸方面軍参謀副長一田次郎陸軍少将がラングーンで英第12軍（英語版）に対する降伏文書に署名する。
- 1945年 - 日本軍第29軍司令官石黒貞蔵陸軍中将がクアラルンプールヴィクトリア学院（英語版）で英印軍第34軍団（英語版）に対する降伏文書に署名する。
- 1945年 - ナウル島の日本海軍第四艦隊第4根拠地隊第67警備隊司令副田久幸海軍大佐が豪フリゲートダイアマンティナ上で豪第11旅団（英語版）に対する降伏文書に署名する。
- 1945年 - 大本営廃止[5]。
- 1948年 - 昭和電工事件: 東京地検が福田赳夫大蔵主計局長を逮捕。
- 1950年 - 大分県津久見市沖合で定期船が沈没。死者28人[6]。
- 1955年 - 砂川事件: 立川基地拡張のための強制測量で、反対地元同盟・支援労組・学生と警官隊が衝突。
- 1956年 - IBMがIBM 305 RAMACの一部として世界初のハードディスクドライブIBM 350を発表。
- 1959年 - ハインリヒ・リュプケが西ドイツ大統領に就任。
- 1968年 - アルバニアがワルシャワ条約機構を脱退。
- 1970年 - 日本万国博覧会（大阪万博）が閉幕。
- 1971年 - 林彪事件: クーデターに失敗した林彪と家族・側近らが飛行機でソ連へ逃亡中に、モンゴル人民共和国内の砂漠で墜落死。
- 1974年 - ハーグ事件。日本赤軍がハーグでフランス大使館を占拠。
- 1975年 - 警視庁がセキュリティポリスを創設。
- 1979年 - アパルトヘイト: 南アフリカ共和国のバントゥースタン（ホームランド）の一つヴェンダが成立。
- 1985年 - 任天堂がファミコンソフト「スーパーマリオブラザーズ」（ROMカセット版）を発売。
- 1987年 - ゴイアニア被曝事故: ブラジル・ゴイアニア市の廃病院に放置されていた放射線療法用の放射性物質格納容器が盗まれる。250人が被曝し4人が死亡する事故に。
- 1997年 - マザー・テレサのインド国葬が開催される。
- 1998年 - アジアンプロレスが北海道せたな町で旗揚げ。
- 1999年 - ロシア高層アパート連続爆破事件: モスクワのアパートで第四の爆破事件、119名の死者を出す。
- 2004年 - 金沢市夫婦強盗殺人事件: 石川県金沢市神野の民家に当時17歳の少年が侵入し、住人である60歳代の夫婦を殺害[7]。
- 2007年 - 国連総会で先住民族の権利に関する国際連合宣言が採択される。
- 2013年 - プロ野球・東北楽天ゴールデンイーグルスの田中将大が開幕から21回連続の勝利投手となり、日本プロ野球シーズン記録を更新すると同時に世界記録更新となる通算25連勝を達成。
- 2022年 - AppleがiOS 16をリリース。

## 誕生日

### 人物

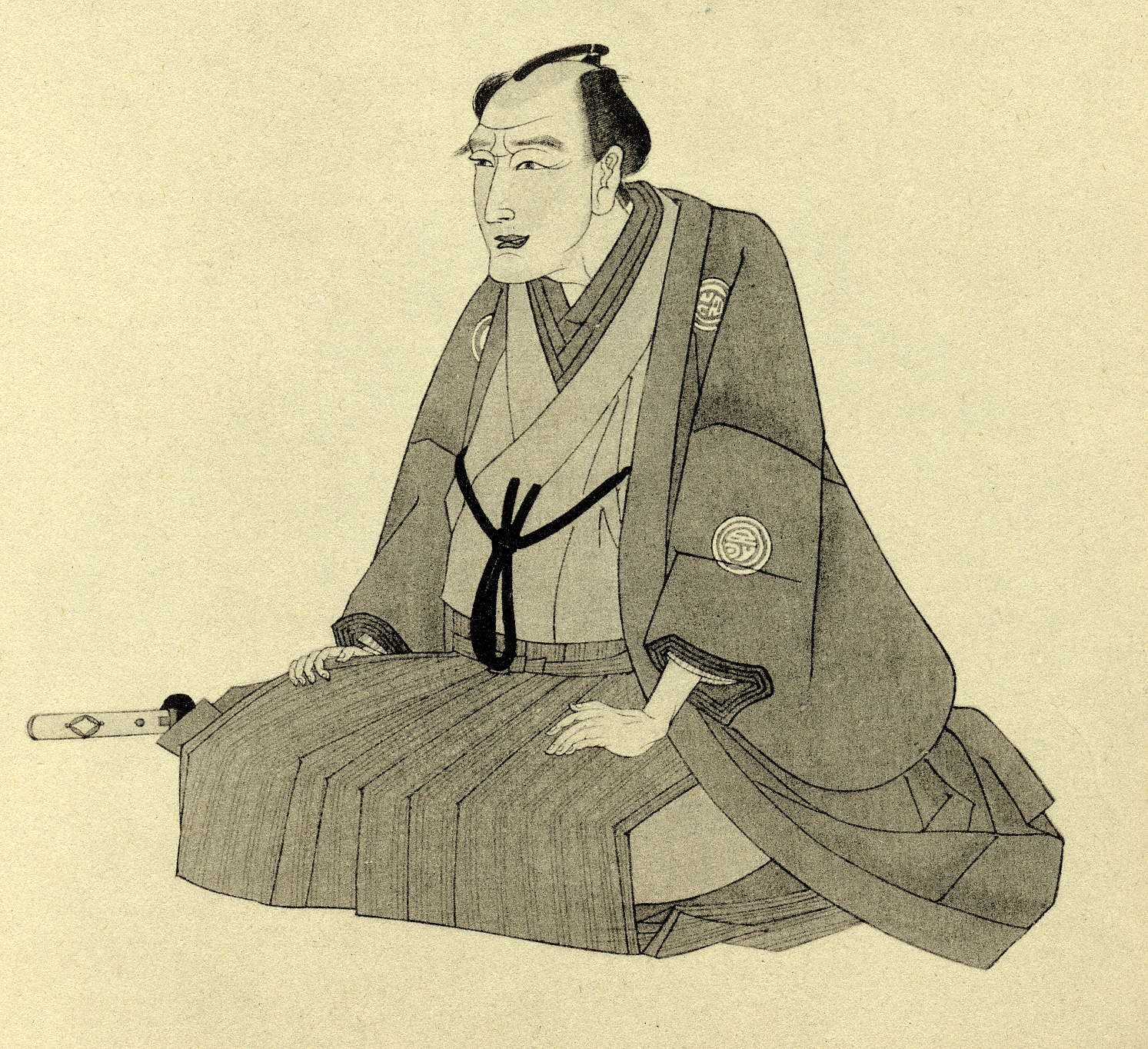
戯作者、山東京伝(1761-1816)誕生。

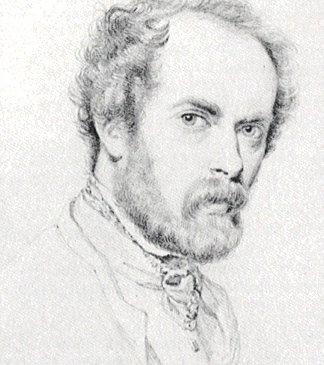
風刺画家J・J・グランヴィル(1803-1847)誕生。

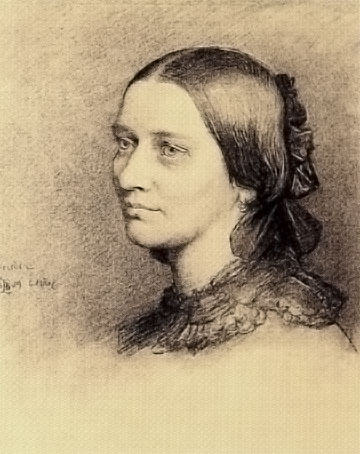
作曲家クララ・シューマン(1819-1896)誕生。

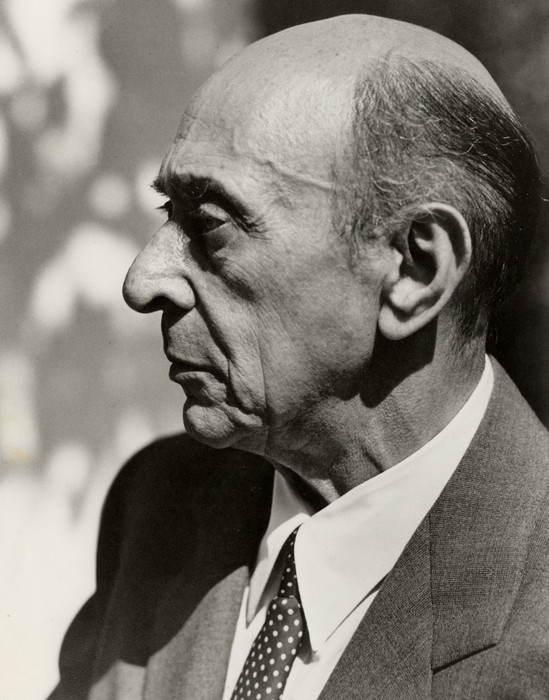
作曲家アルノルト・シェーンベルク(1874-1951)誕生。

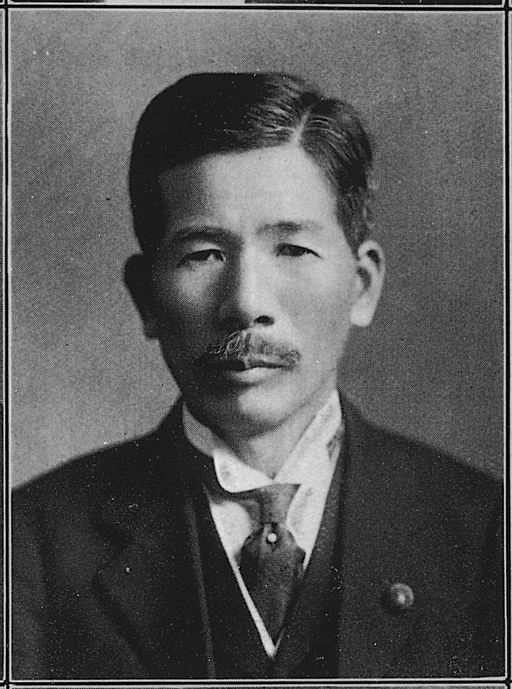
弁護士・政治家、斎藤隆夫(1870-1949)誕生。反軍部を貫いた。

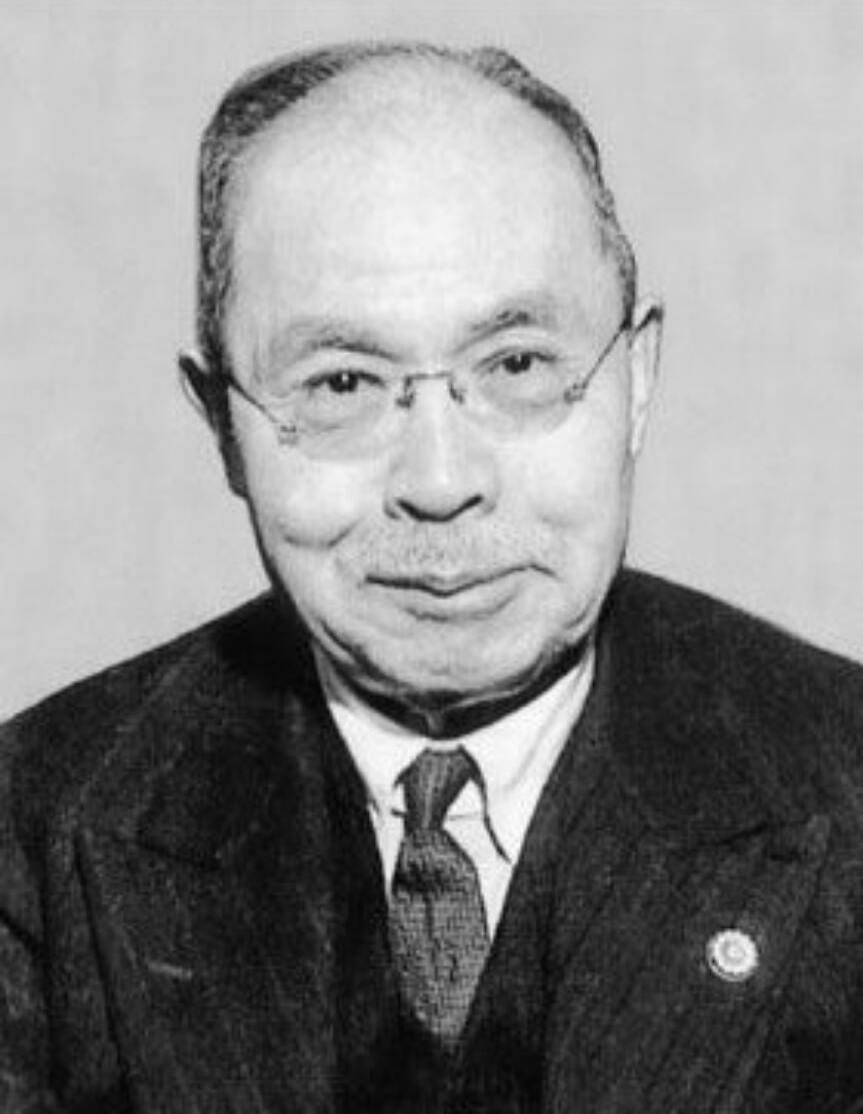
第44代日本国内閣総理大臣幣原喜重郎(1872-1951)誕生。

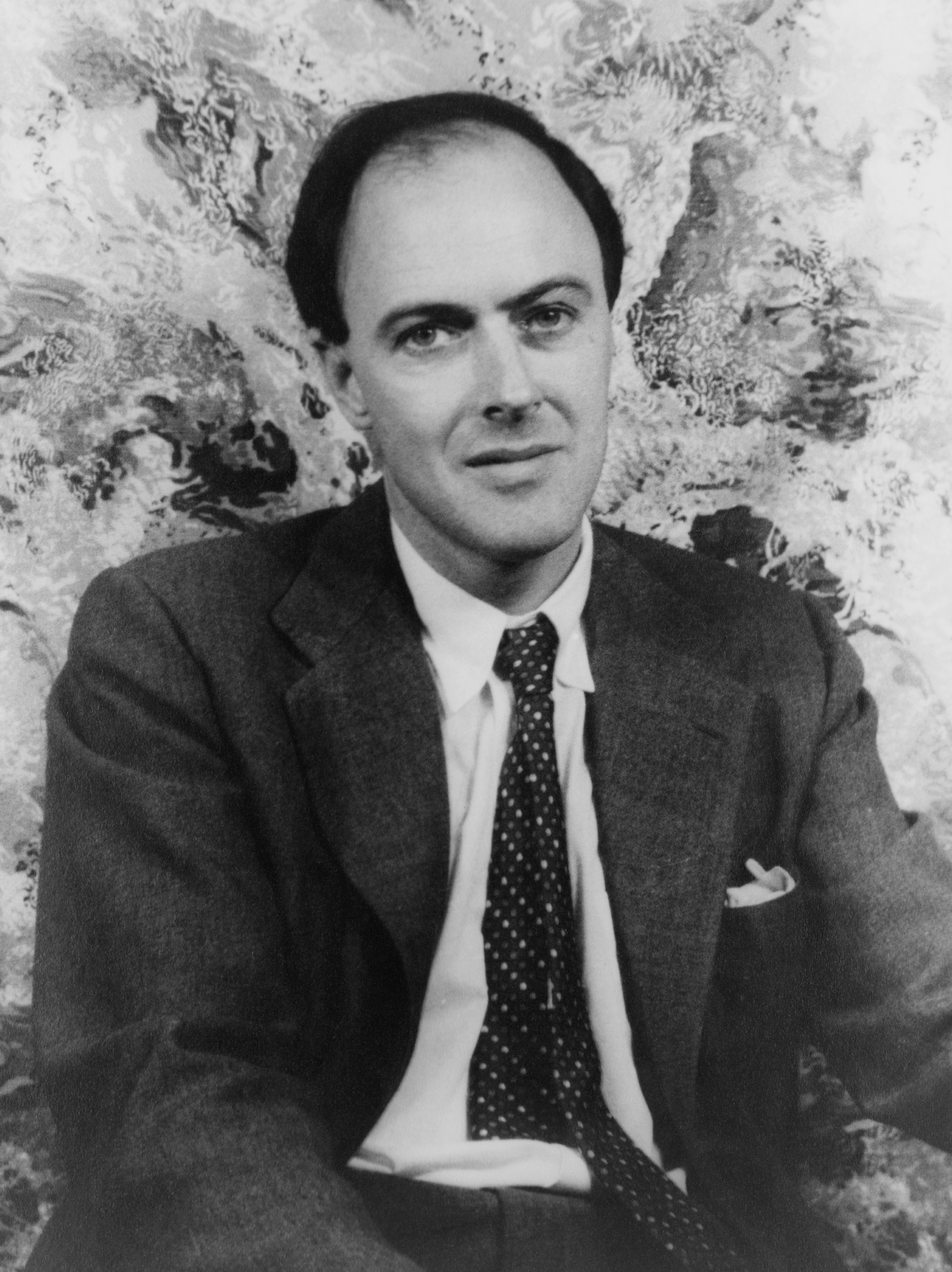
作家ロアルド・ダール(1916-1990)誕生。

- 1475年 - チェーザレ・ボルジア、政治家、軍人（+ 1507年）
- 1520年 - 初代バーリー男爵ウィリアム・セシル、政治家（+ 1598年）
- 1761年（宝暦11年8月15日）- 山東京伝、絵師、戯作者（+ 1816年）
- 1803年 - J・J・グランヴィル、風刺画家（+ 1847年）
- 1819年 - クララ・シューマン、ピアニスト（+ 1896年）
- 1851年 - シャルル・ルルー、作曲家（+ 1926年）
- 1859年（安政6年8月17日） - 響舛市太郎、元大相撲力士、関脇（+ 1903年）
- 1870年（明治3年8月18日） - 斎藤隆夫、衆議院議員（+ 1949年）
- 1872年（明治5年8月11日） - 幣原喜重郎、政治家、元内閣総理大臣、衆議院議長（+ 1951年）
- 1874年 - アルノルト・シェーンベルク、作曲家（+ 1951年）
- 1877年 - ヴィルヘルム・フィルヒナー、探検家（+ 1957年）
- 1894年 - J・B・プリーストリー、著作家、劇作家、司会者（+ 1984年）
- 1895年 - 盛永俊太郎、農学者（+ 1980年）
- 1900年 - 大宅壮一、ジャーナリスト（+ 1970年）
- 1901年 - ジェームズ・マッコーブレー、スーパーセンテナリアン（+ 2013年）
- 1903年 - クローデット・コルベール、女優（+ 1996年）
- 1904年 - 海老原喜之助、洋画家（+ 1970年）
- 1904年 - 永沢富士雄、元プロ野球選手（+ 1985年）
- 1911年 - 尾留川正平、地理学者[8]（+ 1978年[9]）
- 1916年 - ロアルド・ダール、小説家（+ 1990年）
- 1917年 - ロバート・ウォード、作曲家（+ 2016年）
- 1918年 - 佐山俊二、コメディアン、俳優（+ 1984年）
- 1924年 - 黒田一博、元プロ野球選手（+ 2007年）
- 1928年 - ロバート・インディアナ、現代美術家(+ 2018年)
- 1929年 - ニコライ・ギャウロフ、バス歌手（+ 2004年）
- 1930年 - 有馬朗人、物理学者、俳人、政治家 (+ 2020年)
- 1930年 - ジェームス・マクレーン、元競泳選手（+ 2020年）
- 1931年 - 山田洋次、映画監督
- 1932年 - 大久保英男、元プロ野球選手
- 1932年 - 菊池孝、プロレス評論家（+ 2012年[10]）
- 1933年 - 小堀桂一郎、比較文学者
- 1935年 - 宮内義彦、実業家、オリックス元会長、球団オーナー
- 1936年 - 光沢毅、野球選手
- 1939年 - リチャード・キール、俳優（+ 2014年）
- 1940年 - 黄仁植、武道家、俳優
- 1941年 - 安藤忠雄、建築家
- 1941年 - 井上大輔、ミュージシャン、作曲家（+ 2000年）
- 1941年 - 片岡秀太郎（2代目）、歌舞伎役者（+ 2021年）
- 1942年 - 相川宗一、政治家（+ 2021年）
- 1942年 - 溝手顕正、政治家（+ 2023年）
- 1942年 - 花田紀凱、編集者
- 1942年 - 福浦健次、元プロ野球選手
- 1942年 - 寺岡孝、元プロ野球選手（+ 2011年）
- 1944年 - ピーター・セテラ、ミュージシャン（chicago）
- 1944年 - ジャクリーン・ビセット、女優
- 1944年 - 島木譲二、お笑い芸人（+ 2016年）
- 1946年 - 浅田和茂、刑法学者、大阪市立大学名誉教授（+ 2023年）
- 1947年 - 志賀正浩、DJ、歌手、タレント
- 1947年 - 古田肇、政治家、岐阜県知事
- 1948年 - ネル・カーター、歌手、女優（+ 2003年）
- 1948年 - 鳩山邦夫、政治家（+ 2016年[11]）
- 1948年 - 中村均、元調教師
- 1950年 - 小山田健一、元プロ野球選手（+ 2001年）
- 1951年 - 吾羽七朗、俳優
- 1952年 - 高木美智代、政治家
- 1953年 - 谷村ひとし、漫画家
- 1954年 - 三瓶啓二、空手家
- 1954年 - 芦原すなお、小説家
- 1954年 - 植木繁晴、元サッカー選手、監督（+2024年）
- 1955年 - 藤野浩一、作曲家、音楽プロデューサー
- 1956年 - アラン・デュカス、シェフ
- 1957年 - 山崎一、俳優
- 1958年 - 玉置浩二、ミュージシャン（安全地帯）、俳優
- 1958年 - 浜崎まり子、フラワーデザイナー、実業家
- 1959年 - 佐藤兼伊知、元プロ野球選手
- 1959年 - 田中力、元プロ野球選手
- 1959年 - 長屋聡、総務官僚
- 1960年 - SION、シンガーソングライター
- 1961年 - デイヴ・ムステイン、ミュージシャン（メガデス）
- 1962年 - 下村成二郎、ミュージシャン
- 1962年 - 江川央生、声優
- 1962年 - 松野博一、政治家、第85-86代内閣官房長官
- 1963年 - もんでんあきこ、漫画家
- 1964年 - 三原じゅん子、元女優、政治家
- 1965年 - サム・モスティン、実業家、第18代オーストラリア総督
- 1966年 - 原真祐美、元モデル・女優・歌手
- 1967年 - 白鳥文平、SASUKEオールスターズ
- 1967年 - 中島宏海、元女優
- 1967年 - マイケル・ジョンソン、陸上選手
- 1968年 - バーニー・ウィリアムス、元プロ野球選手
- 1968年 - ブラッド・ジョンソン、アメリカンフットボール選手
- 1969年 - 砂原良徳、ミュージシャン（元電気グルーヴ）
- 1969年 - 伊藤博康、元プロ野球選手
- 1969年 - 小田切千、NHKアナウンサー
- 1970年 - 北岡是樹、写真家
- 1970年 - サンコンJr.、ドラマー（ウルフルズ）
- 1970年 - 松岡由貴、声優
- 1970年 - 千葉進歩、声優
- 1971年 - ゴラン・イワニセビッチ、プロテニス選手
- 1971年 - 並木学、作曲家
- 1971年 - ステラ・マッカートニー、ファッションデザイナー
- 1971年 - 岩上智一郎、小説家
- 1972年 - ケリー・チャン、歌手、女優
- 1973年 - クリスティーン・アーロン、陸上選手
- 1973年 - フィリップ・デュレボーン、フィギュアスケート選手
- 1973年 - 陳連宏、元プロ野球選手
- 1973年 - ファビオ・カンナヴァーロ、元サッカー選手
- 1973年 - 河崎環、ジャーナリスト、コラムニスト、コメンテーター
- 1974年 - 木原丈裕、元バレーボール選手
- 1974年 - 旭天鵬勝、元大相撲力士、年寄6代大島
- 1975年 - 上条明峰、漫画家
- 1975年 - 竹岡和範、お笑い芸人（アマレス兄弟）
- 1975年 - 今野宏美、声優
- 1976年 - 大久保勝信、元プロ野球選手
- 1976年 - 武田美保、元アーティスティックスイミング選手
- 1976年 - 福元英恵、フリーアナウンサー
- 1977年 - フィオナ・アップル、ミュージシャン
- 1977年 - ダイスケはん、ミュージシャン（マキシマムザホルモン）
- 1977年 - 荒木雅博、元プロ野球選手
- 1977年 - 龍田梨恵、フリーアナウンサー
- 1977年 - 佐藤究、小説家
- 1978年 - 松田大作、騎手
- 1978年 - 和田昌之、ラジオパーソナリティ、実業家
- 1978年 - 石橋奈美、女優
- 1978年 - 赤平大、フリーアナウンサー
- 1978年 - 佐田正樹、お笑い芸人（バッドボーイズ）
- 1978年 - タカマッチ、お笑い芸人
- 1978年 - 佐藤ひとみ、元バスケットボール選手
- 1979年 - イバン・ミリュコビッチ、バレーボール選手
- 1979年 - 三木仁、元プロ野球選手
- 1979年 - 小田エリカ、女優
- 1980年 - 松坂大輔、元プロ野球選手
- 1980年 - 市川みか、タレント
- 1981年 - 鈴木優、プロ雀士
- 1982年 - 出雲阿国、お笑い芸人
- 1982年 - 町屋、ミュージシャン（和楽器バンド）
- 1982年 - 畠山和洋、元プロ野球選手
- 1982年 - マット・ロジェルスタッド、野球選手
- 1982年 - ハン・ジョンチョル、フィギュアスケート選手
- 1983年 - 安達朋博、ピアニスト
- 1983年 - 成海舞、元モデル
- 1983年 - 梅原伸亮、元プロ野球選手
- 1983年 - ガオグライ・ゲーンノラシン、ムエタイ選手
- 1983年 - アンディ・ラローシュ、元プロ野球選手
- 1983年 - 古川洋平、クイズ王
- 1984年 - 澤屋敷純一、元格闘家
- 1984年 - パーカー・ペニングトン、フィギュアスケート選手
- 1984年 - FB777、ゲーム実況者 (M.S.S.Project)
- 1985年 - 鈴木えみ、モデル、歌手（ジュエミリア）
- 1985年 - 平田香織、ファッションモデル、歌手
- 1985年 - 吉田幸央、元プロ野球選手
- 1985年 - 石川直樹、元サッカー選手
- 1986年 - 小林可夢偉、レーシングドライバー
- 1986年 - ショーン・ウィリアムス、プロバスケットボール選手
- 1986年 - 谷正太、作曲家
- 1987年 - 茅野愛衣、声優
- 1987年 - 山下まみ、声優
- 1987年 - 中上真亜子、ファッションモデル
- 1987年 - G.NA、歌手
- 1988年 - 木村文紀、元プロ野球選手
- 1988年 - 辻井伸行、ピアニスト
- 1988年 - ヴィクトリア・ヘルゲソン、フィギュアスケート選手
- 1988年 - ユーリ・ポドラドチコフ、元スノーボーダー
- 1989年 - 岡本奈月、元ファッションモデル、元女優
- 1989年 - 兼子舜、元俳優
- 1989年 - 桐村萌絵、元グラビアアイドル
- 1989年 - 中西里菜、歌手（スタイリッシュハート）
- 1989年 - 浦田延尚、サッカー選手
- 1989年 - トーマス・ミュラー、サッカー選手
- 1990年 - 中別府葵、ファッションモデル
- 1990年 - 中村充孝、サッカー選手
- 1990年 - 奥谷侑加、ファッションモデル
- 1991年 - 松田凌、俳優
- 1992年 - 入矢麻衣、タレント
- 1992年 - せいや、お笑い芸人（霜降り明星）
- 1993年 - 神野大地、陸上選手
- 1993年 - 高畑裕太、俳優
- 1993年 - 橋本梨菜、グラビアアイドル（sherbet）
- 1993年 - ナイル・ホーラン、歌手（ワン・ダイレクション）
- 1993年 - 渡邉啓太、元プロ野球選手
- 1993年 - ルイス・ロペス・フェルナンデス、サッカー選手
- 1993年 - 足立和平、漫画家
- 1994年 - 大橋彩香、声優
- 1995年 - 柴本優澄美、女優
- 1995年 - 斉藤瑞季、女優
- 1995年 - 林翔太郎、プロバスケットボール選手
- 1995年 - 小清水一揮、元俳優
- 1995年 - 海老原一佳、元プロ野球選手
- 1996年 - 石橋遼大、お笑い芸人（四千頭身）
- 1996年 - 森田望智、女優
- 1996年 - 関元彩水、女優
- 1996年 - 横原悠毅、アイドル（IMP.）
- 1996年 - 中尾有伽、ファッションモデル
- 1996年 - さくらあや、プロレスラー、女優
- 1996年 - 濱田百華、サッカー選手
- 1996年 - 田中千尋、アナウンサー
- 1997年 - ヒョンジェ、アイドル（THE BOYS）
- 1997年 - 古賀颯人、柔道選手
- 1997年 - 舟山佑京、競輪選手
- 1997年 - 鬼塚翔太、陸上選手
- 1998年 - 松下海、ハンドボール選手
- 1999年 - 大園桃子、元アイドル（元乃木坂46）
- 1999年 - 木村風太、俳優
- 1999年 - 坂本聖芽、プロバスケットボール選手
- 1999年 - 今村滉、元ボクシング選手
- 1999年 - チェ・ヨンジュン、アイドル（TOMORROW X TOGETHER）
- 2000年 - 古川奈穂、騎手
- 2000年 - 我妻桃実、女優、アイドル（元ハコイリ♡ムスメ）
- 2000年 - 上田莉帆、サッカー選手
- 2000年 - 十川ゆき、サッカー選手
- 2001年 - 西純矢、プロ野球選手
- 2001年 - ソンチャン、歌手（元NCT、現RIIZE）
- 2002年 - 日向未来、女優
- 2002年 - 渡邊璃音、女優
- 2004年 - 中田歩実、サッカー選手
- 2004年 - 梅田みゆ、アイドル（CUTIE STREET）
- 2004年 - イ・ジヌ、アイドル (TEEN TEEN、GHOST9)
- 2005年 - 逢田珠里依、アイドル（≒JOY）
- 生年不詳 - 佐藤まりあ、アイドル（フィロソフィーのダンス）
- 生年不詳 - 宮谷里沙、アニメーター
- 生年不詳 - 小野弥夢、漫画家、猫水彩画家
- 生年不詳 - 上原あかり、声優
- 生年不詳 - 河野裕、声優

### 人物以外（動物など）
- 2008年 - 梅浜、ジャイアントパンダ
- 2008年 - 永浜、ジャイアントパンダ

## 忌日

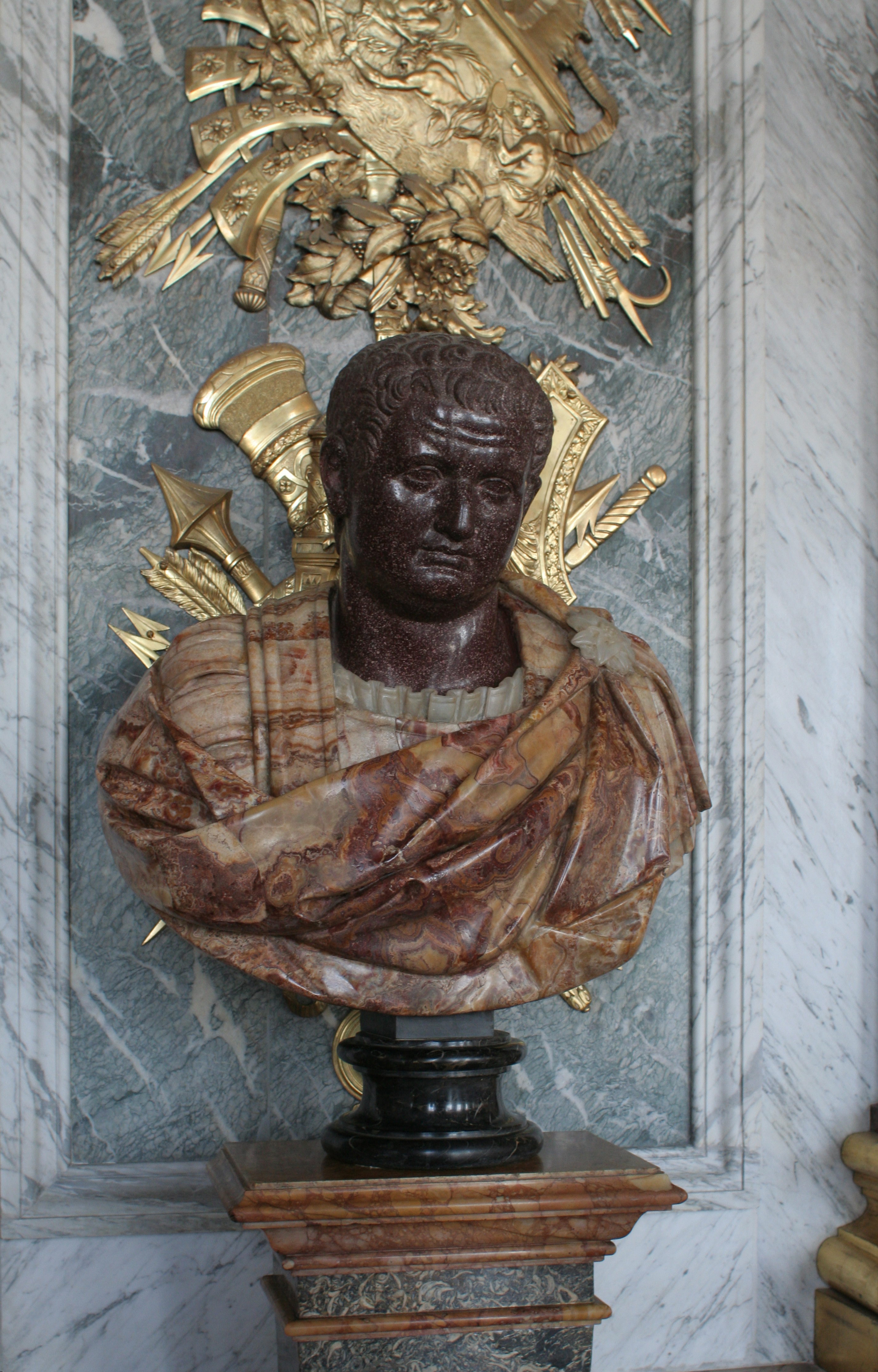
ローマ帝国皇帝、ティトゥス(39-81)没。

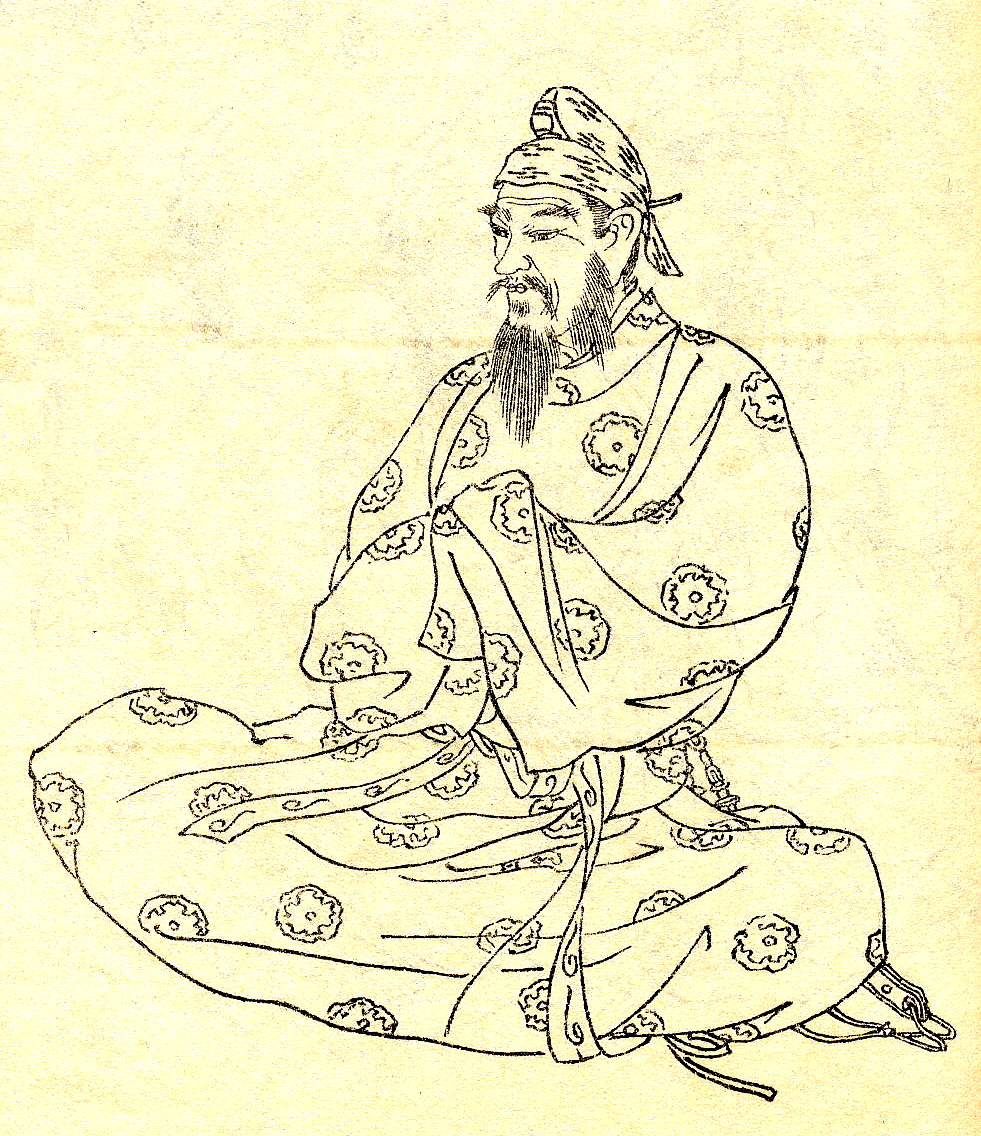
公卿藤原不比等(659-720)没。

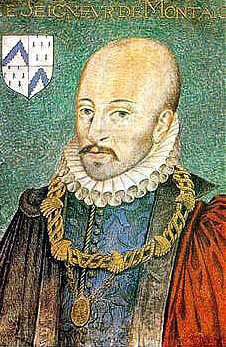
モラリスト、ミシェル・ド・モンテーニュ(1533-1592)没。

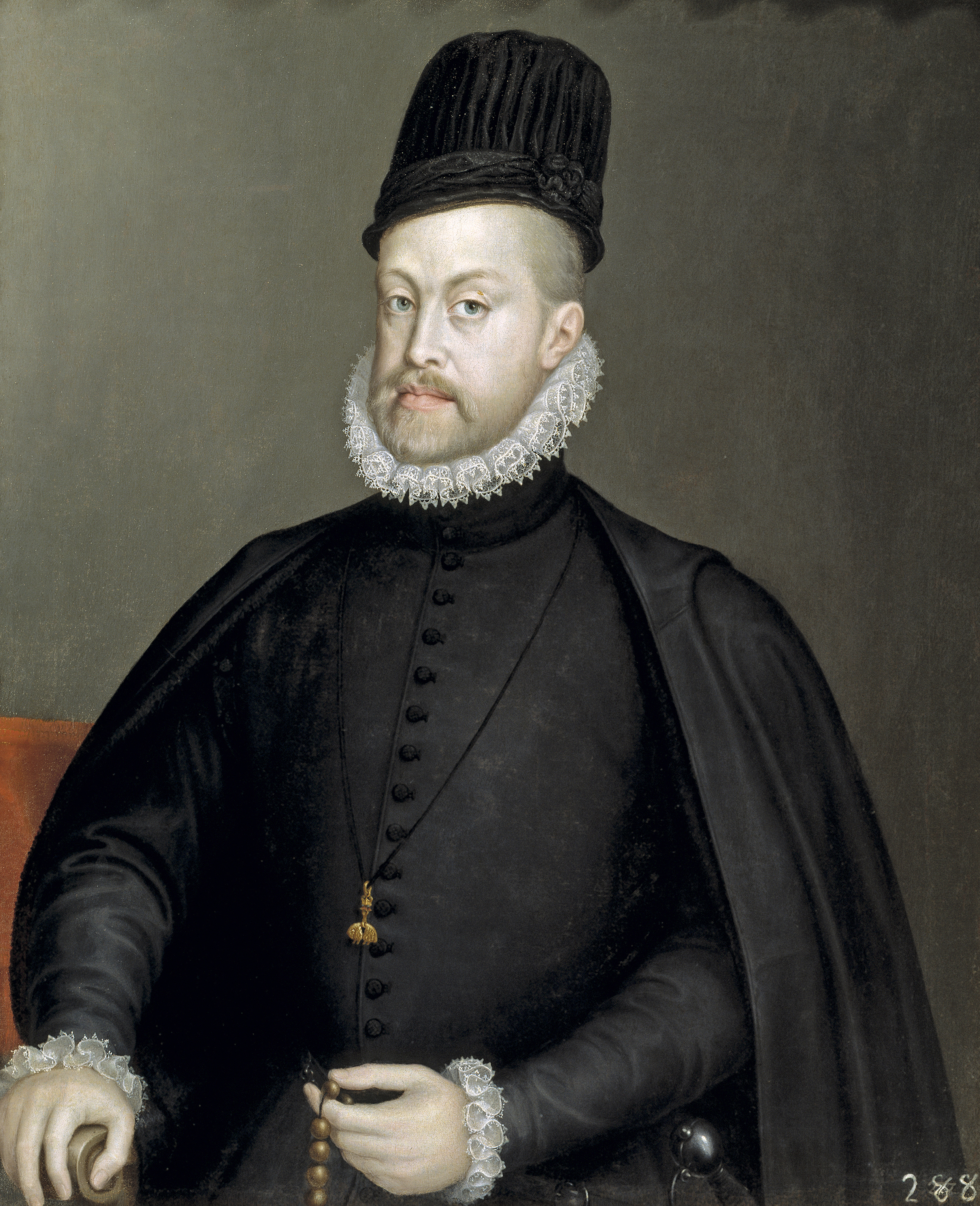
スペイン王フェリペ2世(1527-1598)没。

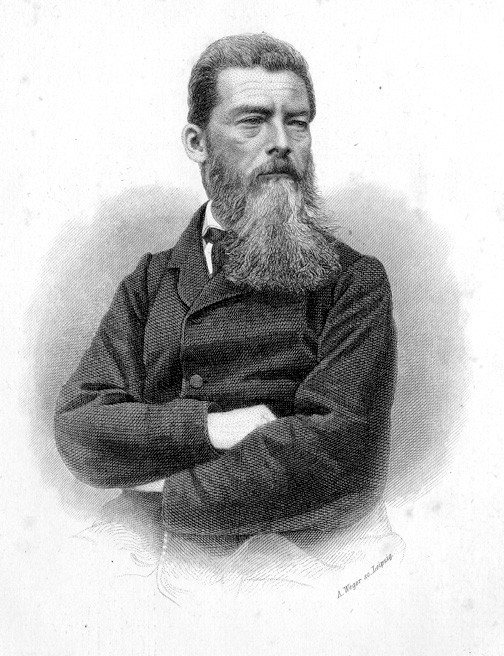
青年ヘーゲル派の哲学者ルートヴィヒ・アンドレアス・フォイエルバッハ(1804-1872)没。

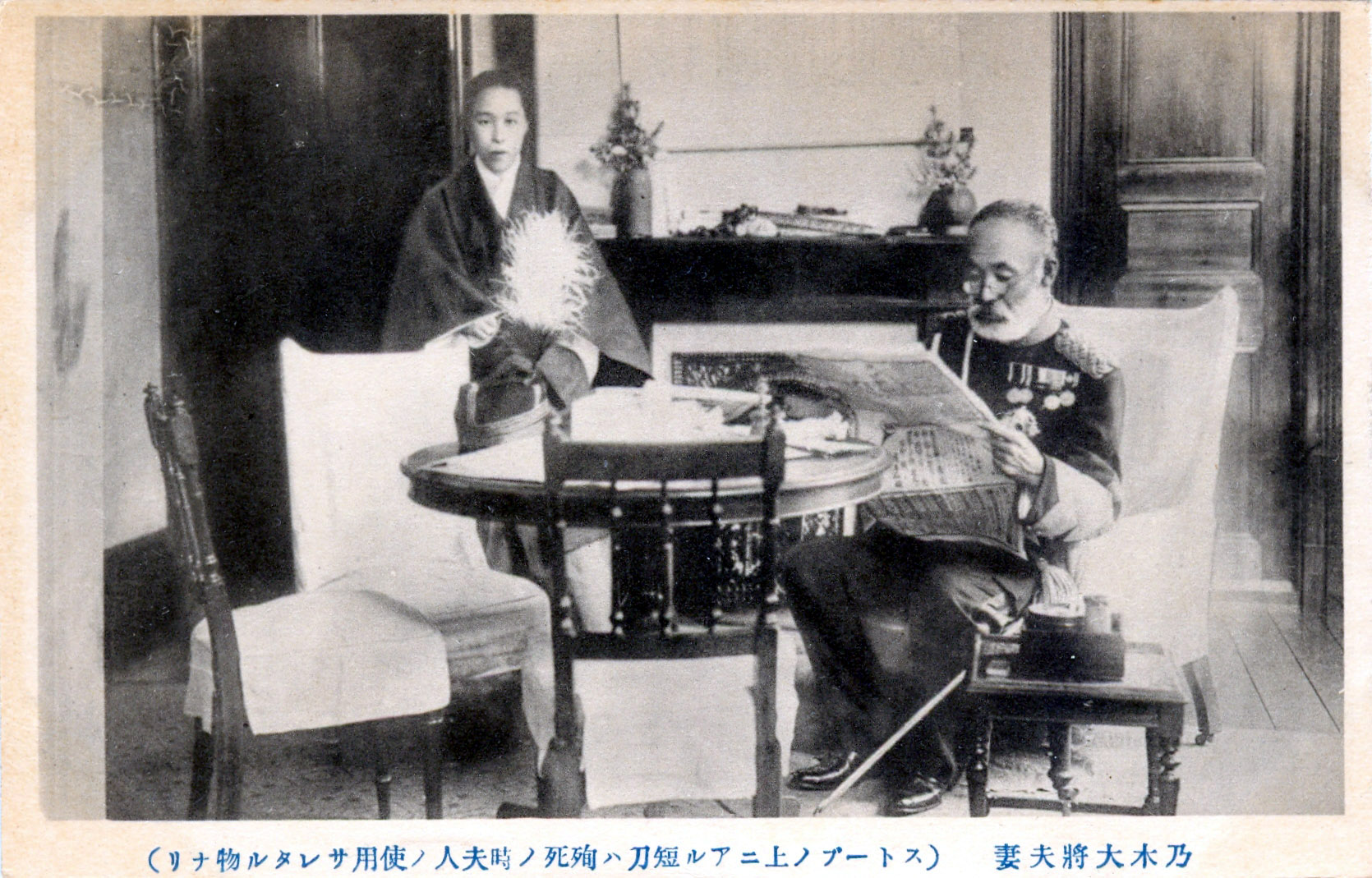
乃木希典(1849-1912)と妻静子(1859-1912)が、明治天皇のあとを追い殉死。画像は殉死の朝の夫妻。

| うつし世を神さりましし大君のみあとしたひて我はゆくなり――乃木希典の辞世 |

- 81年 - ティトゥス、ローマ皇帝（* 39年）
- 531年 - カワード1世、サーサーン朝の王（* 473年）
- 720年（養老4年8月3日）- 藤原不比等、飛鳥時代・奈良時代の廷臣（* 659年）
- 1506年 - アンドレア・マンテーニャ、画家（* 1431年）
- 1592年 - ミシェル・ド・モンテーニュ、哲学者、人文主義者（* 1533年）
- 1598年 - フェリペ2世、スペイン国王（* 1527年）
- 1632年 - レオポルト5世、前方オーストリア大公（* 1586年）
- 1735年 - フェルディナント・アルブレヒト2世、ブラウンシュヴァイク＝リューネブルク公（* 1680年）
- 1759年 - ジェームズ・ウルフ[12]、イギリス陸軍の将軍（* 1727年）
- 1794年 - ジャン＝ピエール・クラリス・ド・フロリアン（英語版）、詩人、小説家、寓話作家（* 1755年）
- 1808年 - サヴェリオ・ベッティネッリ（英語版）、イエズス会の作家（* 1718年）
- 1832年（天保3年8月19日）- 鼠小僧、江戸時代の盗賊（* 1797年）
- 1847年 - ニコラ・ウディノ、フランス帝国元帥（* 1767年）
- 1853年 - ゲオルク・アンドレアス・ガプラー、哲学者（* 1786年）
- 1855年 - ジュゼッペ・ベッツォーリ、画家（* 1784年）
- 1872年 - ルートヴィヒ・アンドレアス・フォイエルバッハ、哲学者（* 1804年）
- 1881年 - アンブローズ・バーンサイド、アメリカ陸軍少将、ロードアイランド州知事（* 1824年）
- 1885年 - フリードリヒ・キール、作曲家（* 1821年）
- 1894年 - エマニュエル・シャブリエ、作曲家（* 1841年）
- 1903年 - 市川團十郎 (9代目)、歌舞伎役者（* 1838年）
- 1906年 - アルブレヒト・フォン・プロイセン、ドイツの皇族（* 1837年）
- 1910年 - 曾禰荒助、官僚、政治家、第2代韓国統監（* 1849年）
- 1912年 - 乃木希典、日本陸軍の大将（* 1849年）
- 1912年 - 乃木静子、乃木希典夫人（* 1859年）
- 1914年 - ロバート・ホープ＝ジョーンズ（英語版）、音楽家、劇場オルガン発明者（* 1859年）
- 1927年 - フランツ・バルツァー、鉄道技術者（* 1857年）
- 1928年 - イタロ・ズヴェーヴォ、小説家（* 1861年）
- 1931年 - チャールズ・シーバーガー（英語版）、発明家、階段式エスカレーター開発者（* 1857年）
- 1932年 - カール・ジョンソン、陸上競技選手、1920年アントワープ五輪銀メダリスト（* 1898年）
- 1933年 - フーゴ・ハーセ（ドイツ語版）、遊具製作者、メリーゴーラウンド、ジェット コースター開発者（* 1857年）
- 1937年 - エリス・パーカー・バトラー、作家（* 1869年）
- 1939年 - アーサー・ジョージ・ウォーカー（英語版）、彫刻家、画家（* 1861年）
- 1939年 - オラフ・ドゥーン（英語版）、小説家（* 1876年）
- 1943年 - 歌川八重子、女優（* 1903年）
- 1944年 - 松平頼寿、高松松平家第12代当主、第8・10代大東文化学院総長（* 1874年）
- 1944年 - 広瀬習一、プロ野球選手（* 1922年）
- 1945年 - 小泉親彦、厚生大臣（* 1884年）
- 1946年 - アーモン・ゲート、ナチス・ドイツの強制収容所所長（* 1908年）
- 1949年 - アウグスト・クローグ、生物学者（* 1874年）
- 1953年 - 布施辰治、弁護士、社会運動家（* 1880年）
- 1960年 - レオ・ヴェイネル、作曲家（* 1885年）
- 1971年 - 林彪、中華人民共和国元帥（* 1907年）
- 1971年 - 葉群、林彪の妻（* 1917年）
- 1971年 - 林立果、林彪の長男（* 1945年）
- 1974年 - 高野実、労働運動家、総評事務局長（* 1901年）
- 1975年 - 棟方志功、版画家（* 1903年）
- 1977年 - レオポルド・ストコフスキー、指揮者（* 1882年）
- 1982年 - 金原亭馬生、落語家（* 1928年）
- 1984年 - ちばあきお、漫画家（* 1943年）
- 1987年 - マーヴィン・ルロイ、映画監督（* 1900年）
- 1988年 - 赤木由子、児童文学作家（* 1927年）
- 1988年 - 堀江しのぶ、タレント（* 1965年）
- 1993年 - 佐々木康、映画監督（* 1908年）
- 1994年 - 名和好子[13]、美容家 元日本ヘアデザイン協会理事長（* 1920年）
- 1996年 - ジェーン・バクスター（英語版）、女優（* 1909年）
- 1996年 - 2パック、ヒップホップMC （* 1971年）
- 1998年 - 渡久地政信、作曲家（* 1916年）
- 1998年 - 岩野貞雄、ワイン醸造技術者（* 1932年）
- 1999年 - 安達五郎、元スキージャンプ選手（* 1913年）
- 1999年 - ベンジャミン・ブルーム、教育心理学者（* 1913年）
- 2001年 - ドロシー・マクガイア、女優（* 1913年）
- 2001年 - ヤロスラフ・ドロブニー、テニス選手、アイスホッケー選手（* 1921年）
- 2002年 - 梅本堯夫、教育心理学者、京都大学名誉教授（* 1921年）
- 2002年 - 河村勝夫、経営者、元フジクラ社長（* 1914年）
- 2002年 - 野津克巳、実業家、元カバヤ食品会長・オハヨー乳業社長（* 1917年）
- 2003年 - 辻勲、料理人、月刊『家庭と料理』元編集局長、日本調理師学校（現辻学園調理・製菓専門学校）創立者（* 1923年）
- 2003年 - 平井照敏、俳人、フランス文学者、青山学院女子短期大学名誉教授（* 1931年）
- 2003年 - 薬袋美穂子、テレビレポーター（* 1958年）
- 2004年 - ルイス・ミラモンテス、化学者（* 1925年）
- 2005年 - 中北千枝子[14]、女優（* 1926年）
- 2005年 - 影山裕子、社会評論家、和光大学名誉教授（* 1932年）
- 2005年 - トニ・フリッチュ、サッカー選手、アメリカンフットボール選手（* 1945年）
- 2006年 - 小牧正英、バレエダンサー、振付師、小牧バレエ団創設者（* 1911年）
- 2006年 - 岸田綱太郎、医学博士、京都府立医科大学名誉教授、植物性乳酸菌ラブレ菌発見者（* 1920年）
- 2006年 - 夏井昇吉、柔道家（* 1925年）
- 2007年 - 藤崎章、経営者、住友金属鉱山元社長（* 1921年）
- 2008年 - 楠田浩之、撮影技師（* 1916年）
- 2009年 - 気田義也、元アルペンスキー選手（* 1943年）
- 2010年 - 森本信男、鉱物学者、大阪大学名誉教授・京都大学名誉教授（* 1925年)
- 2011年 - リチャード・ハミルトン、画家（* 1922年）
- 2011年 - ヴァルテル・ボナッティ、登山家（* 1930年）
- 2011年 - ジョン・キャリー（英語版）、映画プロデューサー（* 1930年）
- 2011年 - 岩田昭弘、お笑い芸人（* 1943年）
- 2012年 - 乾崇夫、船舶工学者、文化功労者、東京大学名誉教授（* 1920年）
- 2012年 - ジャック・ピアース、元プロ野球選手（* 1948年）
- 2013年 - サルスティアーノ・サンチェス、スーパーセンテナリアン（* 1901年）
- 2013年 - 五味努、機械工学者、上智大学名誉教授（* 1928年）
- 2014年 - フランク・トーリ、元プロ野球選手（* 1931年）
- 2014年 - 日向康吉、農学者、東北大学名誉教授（* 1934年）
- 2014年 - ミラン・ガリッチ、サッカー選手（* 1938年）
- 2015年 - 森本靖、政治家（* 1919年）
- 2015年 - 近藤弘明[15]、日本画家（* 1924年）
- 2015年 - 大河直躬、建築学者、千葉大学名誉教授（* 1929年）
- 2015年 - 八木昌子、女優（* 1938年）
- 2015年 - ゲイリー・リッチラス（英語版）、ギタリスト（* 1949年）
- 2015年 - モーゼス・マローン[16]、バスケットボール選手（* 1955年）
- 2016年 - 山室英男[17]、元ＮＨＫ解説委員長（* 1929年）
- 2017年 - 宮坂富之助、経済法学者、早稲田大学名誉教授（* 1930年）
- 2017年 - フランク・ヴィンセント、俳優（* 1937年）
- 2018年 - 大木伸介、実業家、第15代日本水産社長（* 1960年）
- 2019年 - ルディ・グーテンドルフ、サッカー選手、指導者（* 1926年）
- 2019年 - 田中礼、英文学者、日本近代文学研究者（* 1931年）
- 2019年 - ジョルジ・コンラッド（英語版）、小説家、評論家、エッセイスト、社会学者（* 1933年）
- 2019年 - エディ・マネー、シンガーソングライター（* 1949年）
- 2020年 - 平野宏、実業家、元中部飼料社長（* 1937年）
- 2021年 - ボリサヴ・ヨヴィッチ、政治家、外交官、経済学者、第14代ユーゴスラビア社会主義連邦共和国大統領（* 1928年）
- 2021年 - アントニー・ヒューイッシュ、電波天文学者（* 1924年）
- 2021年 - ジョージ・ウェイン、ジャズプロモーター（* 1925年）
- 2021年 - 江頭啓輔、実業家、元野村証券常務、元三菱ふそうトラック・バス会長（* 1932年）
- 2021年 - トムヤンティ、小説家（* 1937年）
- 2021年 - 野村彰彦、騎手、調教師（* 1943年）
- 2021年 - 野田貢、キックボクサー（* 1980年）
- 2022年（遺体発見日） - 平良敏子、染織家（* 1921年）
- 2022年 - ジャン＝リュック・ゴダール[18]、映画監督（* 1930年）
- 2022年 - 徐大粛、政治学者（* 1931年）
- 2022年 - オラシオ・アカバリョ、プロボクサー（* 1934年）
- 2022年 - 矢尾板貞雄、プロボクサー、ボクシング解説者（* 1935年）
- 2022年 - ケン・スター、法律家、第46代訟務長官、独立検察官（* 1946年）
- 2023年 - 李鍾煥、実業家、三栄化学グループ（朝鮮語版）創業者（* 1923年または1924年）
- 2023年 - 林虎彦、実業家、レオン自動機創業者（* 1926年）
- 2023年 - 増倉一郎、実業家、元髙島屋社長（* 1938年）
- 2023年 - 二世市川猿翁、俳優、演出家、歌舞伎役者（* 1939年）
- 2023年 - ミルチャ・スネグル、政治家、初代モルドバ共和国大統領（* 1940年）

## 記念日・年中行事

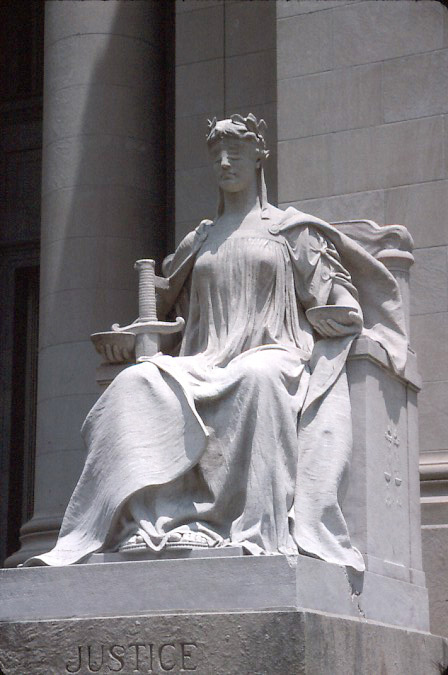
正義の女神。法の象徴である秤、剣、目隠しを帯びている

- 世界の法の日
1965年9月13日から9月20日までアメリカ合衆国のワシントンで「法による世界平和第2回世界会議」が開催され、そこで、何人も正式な法律以外に支配されることはないという「法の支配」を国際間で徹底させることで世界平和を確立しようという宣言が採択されたことを記念したもの。
- プログラマーの日（ ロシア、平年の場合）
一年の256日目の日であることから。（閏年の場合は9月12日）
- 司法保護記念日（ 日本、1925年 - 1951年）
犯罪の予防と犯罪者の更生を見守る司法保護司や保護機関の働きについて多くの人に知ってもらうための日。明治天皇の大喪を記念して1912年9月26日に出された恩赦の詔勅が釈放者を保護する事業のきっかけとなったことから、これを記念日として1925年に「保護デー」として制定された。1937年に「司法保護記念日」に改称され、1952年に「少年保護記念日」（4月17日）と統合されて「更生保護記念日」（11月27日）となった。
- 北斗の拳の日（ 日本）
武論尊・原哲夫の漫画『北斗の拳』が1983年9月13日発売の『週刊少年ジャンプ』にて連載を開始した日。連載開始35周年となった2018年に現在同作品の著作権を管理している出版社コアミックスが日本記念日協会に申請し認定を受けた[19]。